# 蒂马尔 (索博尔奇-索特马尔-贝拉格州)
蒂马尔，是匈牙利索博尔奇-索特马尔-贝拉格州所辖的一个村。总面积21.82平方公里，总人口1342，人口密度61.5人/平方公里（2011年1月1日）。